# Su Pollard
Susan Georgina Pollard (Nottingham, Engeland, 7 november 1949) is een Brits actrice.
Pollard brak door als Peggy Ollerenshaw in de comedyserie Hi-De-Hi!. Vervolgens was ze te zien als Ivy Teasdale in de serie You Rang, M'Lord? en als Ethel Schumann in de serie Oh, Doctor Beeching!. 
In 1984 trouwde ze met Peter Keogh, terwijl ze een aflevering aan het filmen waren voor Hi-De-Hi!. Later scheidden ze, ze hadden geen kinderen.

## Filmografie
- Two Up, Two Down Televisieserie - Flo (6 afl., 1979)
- Summer Royal Televisieserie - Rol onbekend (Episode 1.1, 1980|Episode 1.2, 1980)
- Entertainment Express Televisieserie - Rol onbekend (Episode 1.4, 1983)
- Hi-De-Hi! Televisieserie - Peggy Ollerenshaw (55 afl., 1980-1988)
- Penny Crayon Televisieserie - Penny Crayon (24 afl., 1990, stem)
- You Rang, M'Lord? Televisieserie - Ivy Teasdale (26 afl., 1988-1993)
- The World of Peter Rabbit and Friends Televisieserie - Jemima Puddle-Duck (Afl., The Tale of Tom Kitten and Jemima Puddle-Duck, 1997)
- Oh, Doctor Beeching! Televisieserie - Ethel Schumann (20 afl., 1995-1997)
- The Generation Game Televisieserie - Verhalenvertelster (Episode 20 december 1997)
- Gimme, Gimme, Gimme Televisieserie - Heidi Honeycombe (Afl., Singing in the Drain, 2001)
- Little Robots Televisieserie - Noisy (Afl., Spotty Rules, 2003, stem|Scary Scary, 2003, stem)

- MusicBrainz: 6a23d3c4-54b5-4097-9fdb-c1bb2485c55f
- Virtual International Authority File: 410154260765824480001